# Henri de Castille (le Sénateur)
Henri de Castille (Enrique en espagnol, Arrigo en italien) dit le Sénateur, infant de Castille, né le 6 mars 1230 à Burgos et mort le 11 août 1303 à Roa, a exercé de hautes fonctions dans le sultanat hafside de Tunis, les États pontificaux et le royaume de Castille.

## Un prince aventureux

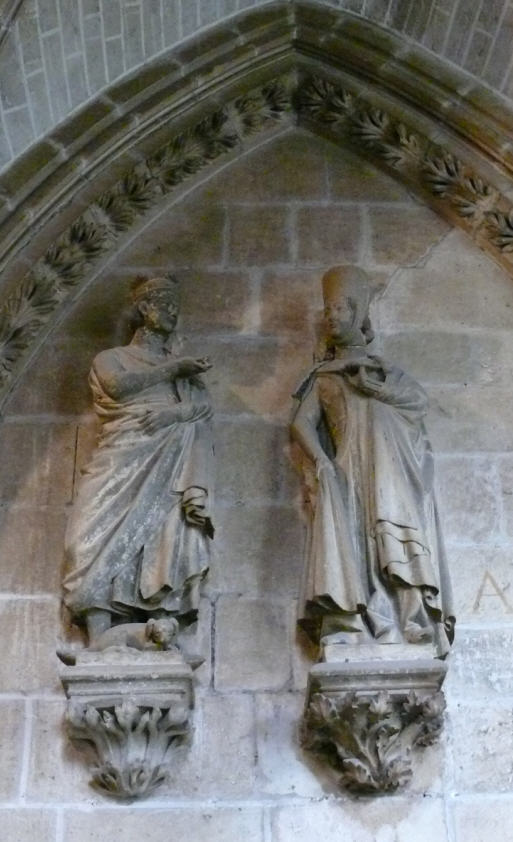
Ferdinand III et Élisabeth (Béatrice) de Souabe.

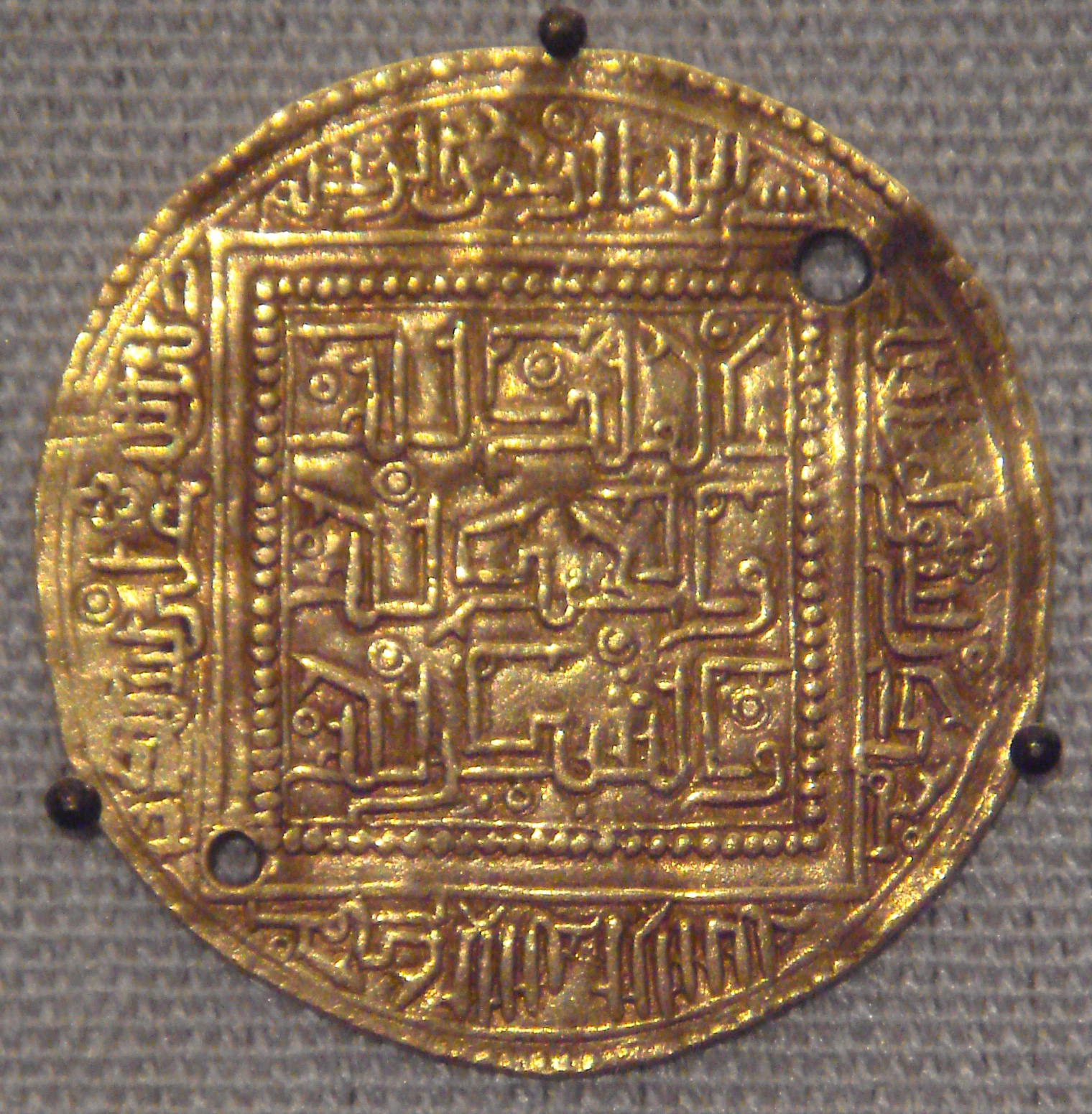
Monnaie d'or hafside de Béjaïa, 1249-1276.

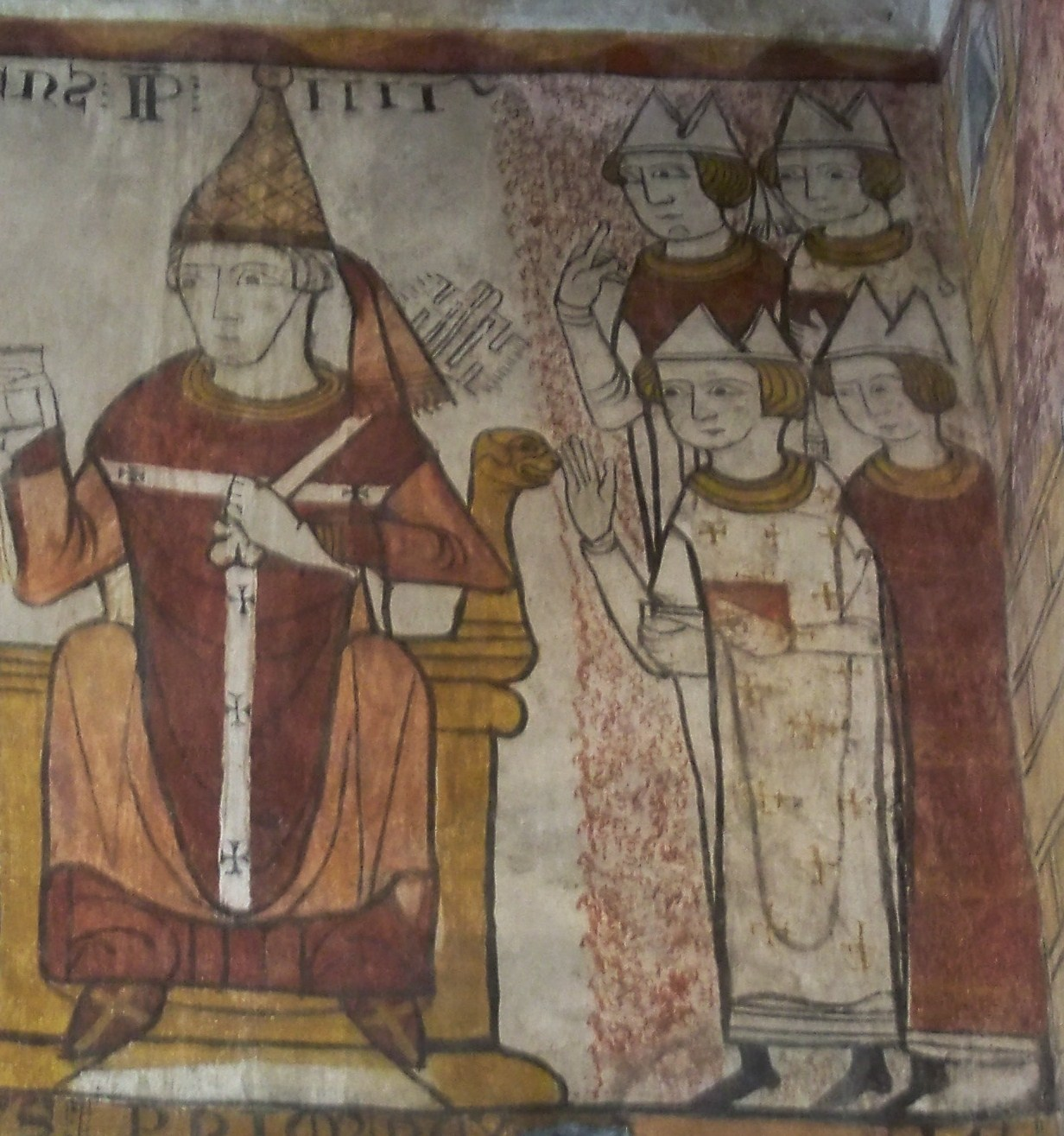
Le pape Clément IV, fresque de la Tour Ferrande à Pernes-les-Fontaines (France).

Quatrième fils du roi Ferdinand III de Castille (1199-1252) et de Béatrice de Souabe, fille de Philippe de Souabe, l'infant Ferdinand commence sa carrière militaire à 16 ans dans les guerres de la Reconquista contre les musulmans d'Al-Andalus. Il se distingue à la guerre et reçoit des fiefs en Andalousie, dans les régions de Jerez, Lebrija, Arcos et Medina,.
Cependant, sa situation à la cour de Castille se complique : la rumeur lui attribue une liaison avec Jeanne de Dammartin, la seconde épouse de son père, et il s'entend mal avec son frère aîné qui monte sur le trône en 1252 (Alphonse X de Castille). Le nouveau roi lui retire ses fiefs andalous pour les confier à l'ordre de Calatrava, en lui concédant en échange, à titre précaire, les châteaux de Morón de la Frontera et Cote près d'Arahal : Henri en éprouve un vif mécontentement. Il entre alors en pourparlers secrets avec Jacques Ier d'Aragon et envisage d'épouser sa fille Constance mais ce projet, dirigé contre le roi de Castille, échoue par l'intervention de la reine Yolande, sœur de Constance et épouse d'Alphonse X.
À une date inconnue entre 1246 et 1253, Henri a un enfant naturel, Enrique Enríquez (es), né de dame Mayor Rodríguez Pecha, fille d'Esteban Pérez Pecha, seigneur de San Román de Hornija et alcade de Zamora. Bien que le prince ne fasse pas mention de lui dans son testament, Enrique Enriquez l'Ancien et son fils Enrique Enríquez le Jeune (es) occuperont des fonctions importantes à la cour de Castille.
En 1255, Henri quitte la Castille et se réfugie d'abord à la cour du roi d'Aragon. Mais la réconciliation entre Jacques Ier et Alphonse X l'oblige à partir de nouveau.
Il se rend en Angleterre puis en France jusqu'en 1259. Alors qu'il est en Angleterre, Giovanni Colonna, archevêque de Messine et ambassadeur du pape Alexandre VI, vient proposer au prince Edmond, fils cadet du roi Henri III, la couronne du royaume de Naples aux dépens des descendants de Frédéric II. Henri de Castille s'offre pour commander l'expédition mais le projet n'aboutit pas.
À la fin de 1259, Henri de Castille part pour le Maghreb où il est rejoint par son frère Fadrique (es) et une petite troupe de cavaliers chrétiens. Ils se mettent au service des émirs Hafsides de Tunis. Henri devient l'homme de confiance du sultan Abû `Abd Allah Muhammad al-Mustansir, vit à la mode arabe et accumule une énorme fortune qu'il place chez les marchands génois. En 1261, il aide Abou Hafs, frère du sultan, à s'emparer de la ville de Miliana, à l'ouest d'Alger. Ce succès consolide l'indépendance des Hafsides par rapport à leurs anciens seigneurs, les Almohades. Selon une tradition d'une historicité douteuse, l'émir de Tunis met à l'épreuve le courage d'Henri en le faisant entrer dans un enclos avec deux lions : Henri tire son épée, fait reculer les fauves et se retire sans aucun mal.
En 1266, Henri passe en Italie où les circonstances paraissent favorables à ses ambitions. Charles d'Anjou, frère de Louis IX de France (Saint Louis) a entrepris de conquérir le royaume de Naples à l'instigation du pape Urbain IV puis de son successeur Clément IV qui ont excommunié le roi Manfred de Hohenstaufen. Henri, avec l'appui des marchands génois, finance et soutient l'expédition. On ignore s'il participe à la bataille de Bénévent (26 février 1266) où Manfred est tué et où Charles remporte une victoire décisive qui lui permet de fonder la dynastie angevine de Naples. Cependant, Charles ne tient pas sa promesse de marier Henri à la veuve de Manfred, la princesse byzantine Hélène Angelina Doukas, qui lui aurait apporté en dot Corfou et une partie de l'Albanie. Henri en garde rancune envers Charles et attend une occasion de se venger.

## Sénateur de Rome

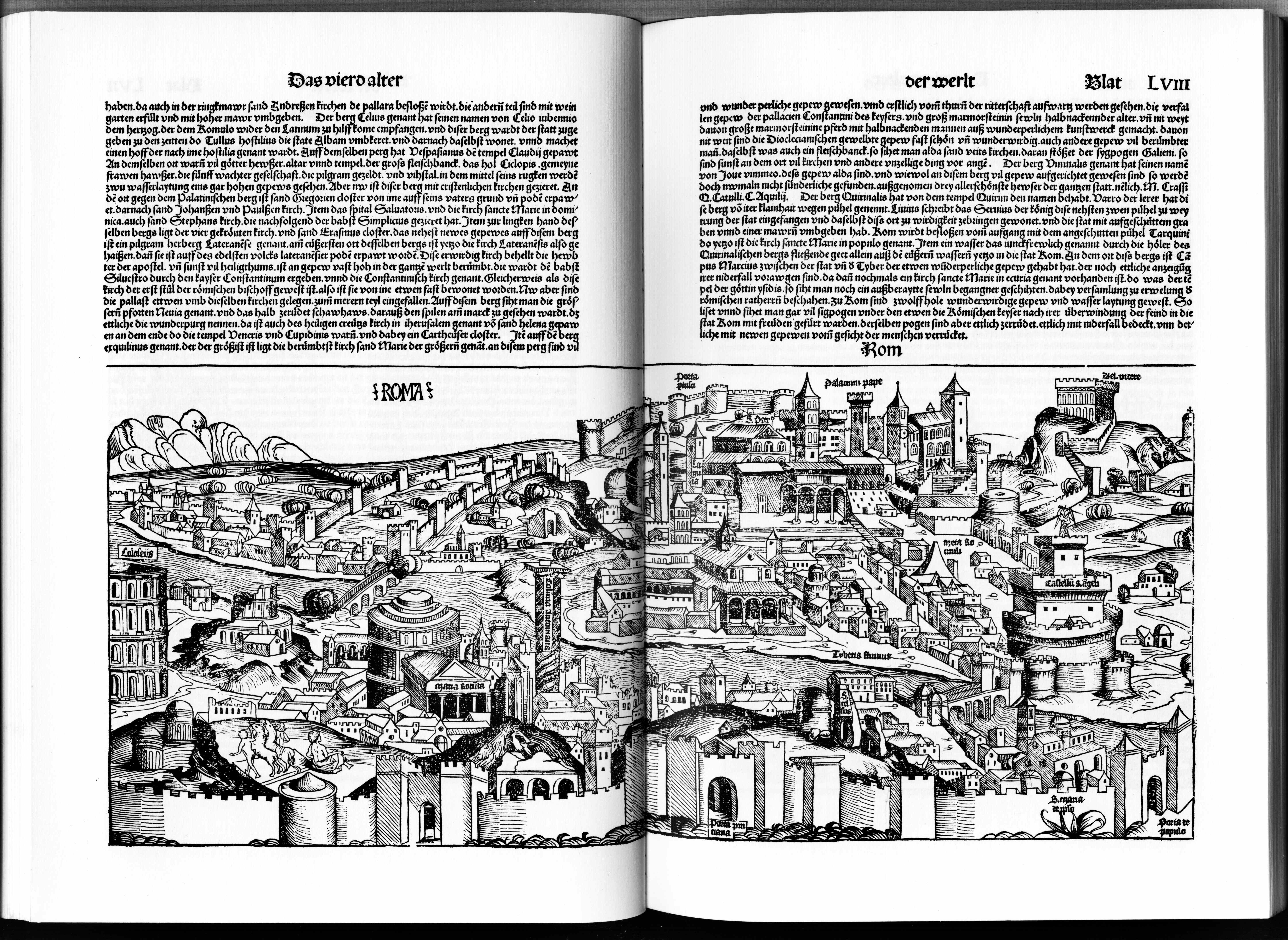
Panorama de Rome, Schedelsche Chronik, 1493.

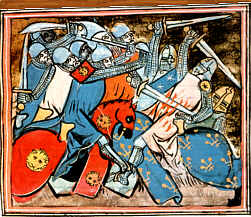
Bataille de Tagliacozzo (1268).

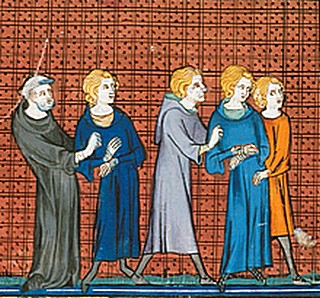
Henri de Castille et Conradin de Hohenstaufen prisonniers. Anonyme, XIVe siècle.

La ville de Rome, capitale des États pontificaux, connaît alors une période de troubles. Le peuple, fatigué des exactions des barons, désigne un conseil de 26 notables (boni homines) qui cherchent un homme fort capable de défendre les intérêts de la ville. En août 1263, les boni homines proposent la charge de « sénateur » (chef de l'exécutif) à Charles d'Anjou mais celui-ci doit y renoncer, sous la pression du pape, pour se tourner vers le royaume de Naples. En mai ou juin 1267, Angelo Capocci, capitaine du peuple à Rome, offre la charge de sénateur à Henri. Celui-ci entre en ville avec ses 300 cavaliers espagnols et s'installe au palais pontifical de Saint-Pierre (dont les restes sont intégrés dans l'actuel palais du Vatican). Il rabaisse le pouvoir des barons et fait démolir leurs tours fortifiées, visant particulièrement les chefs du parti des Guelfes, alliés de Charles d'Anjou. Il impose l'autorité de la ville de Rome à des petites cités du Latium comme Anagni et Corneto.
En 1268, Henri prend la tête d'une coalition qui vise à mettre le jeune Conradin de Hohenstaufen, neveu de Manfred, sur le trône de Naples. Avec une armée de Romains, d'Espagnols et de Génois, il affronte Charles à la bataille de Tagliacozzo (23 août 1268) et tue de sa main le maréchal Henri de Cusances en le prenant pour Charles. La cavalerie angevine contre-attaque et écrase l'armée de Conradin. Henri, en fuite, est capturé près de Rieti par l'abbé du Mont-Cassin qui le livre à Charles,. Le prince castillan est enfermé en compagnie de Conradin qui est exécuté à Naples le 29 octobre 1268. Henri est condamné à mort puis gracié et maintenu en captivité à Canossa, puis à Castel del Monte. En 1272, il reçoit la visite de sa sœur Éléonore, épouse d'Édouard Ier d'Angleterre. En 1275, à l'occasion d'un séjour d'Alphonse X à Beaucaire, le troubadour Paulet de Marselha (oc) fait l'éloge de la valeur et du courage d'Henri, adresse de vifs reproches aux Allemands qui l'ont abandonné à Tagliacozzo et appelle le roi de Castille à contribuer à la libération de son frère. En 1288, le pape Honorius IV lève l'excommunication qui le frappait depuis 1268.
Libéré en 1291, il est alors renvoyé en Espagne.

## Ministre et régent du royaume de Castille

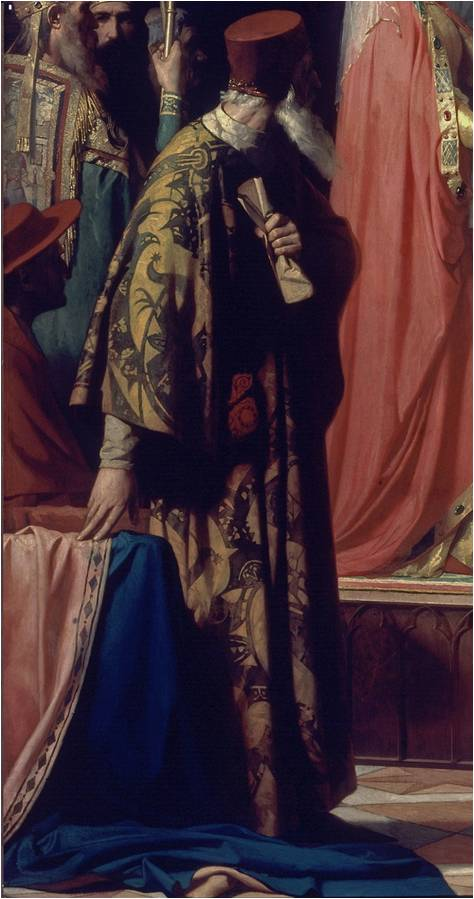
Henri de Castille aux Cortes de Valladolid, tableau d'Antonio Gisbert Pérez, 1863 (détail).

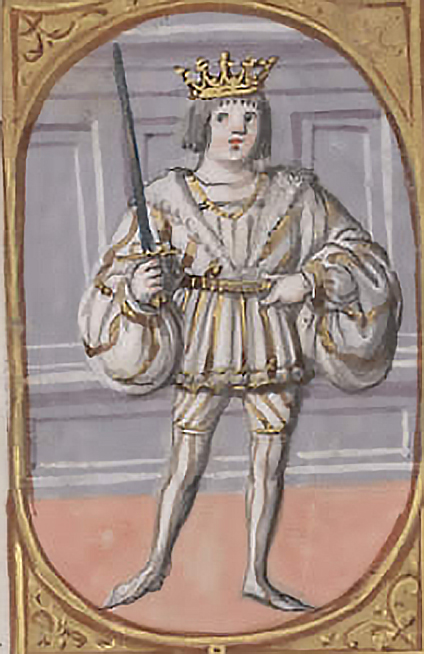
Ferdinand IV de Castille enfant, chronique d'Alonso García de Carthagène, XVe siècle.

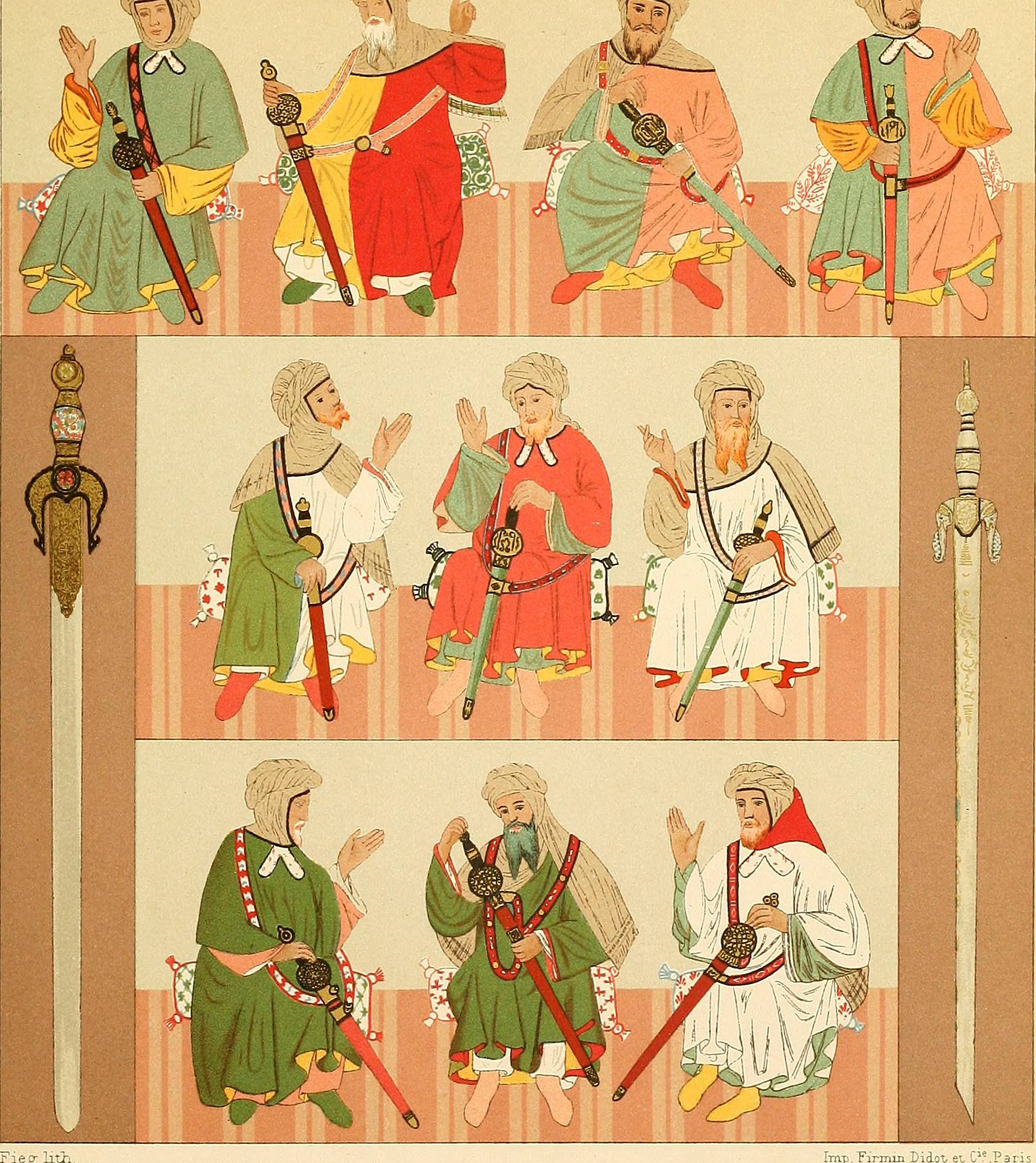
Costumes maures de Grenade, gravure française de 1888.

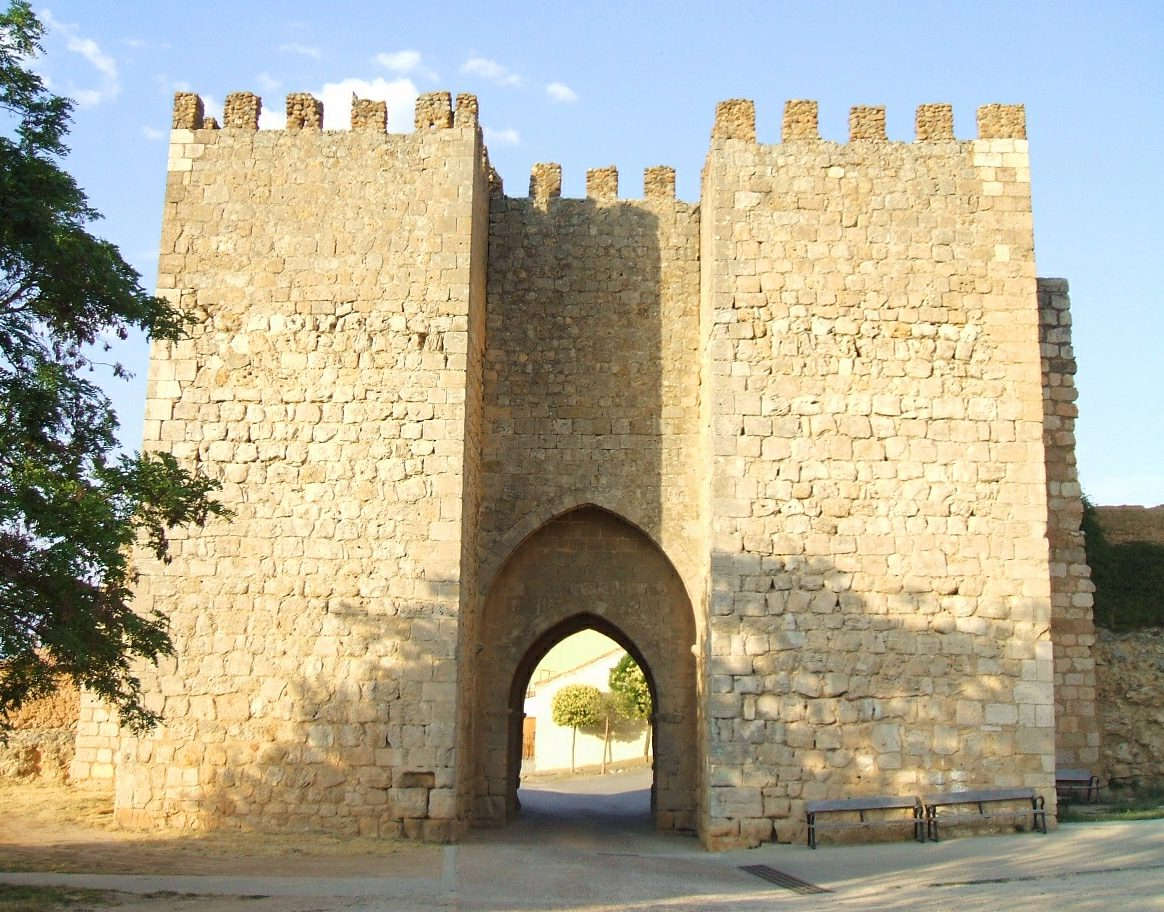
Puerta del Mercado à Almazán (2010).

À la mort du roi Sanche IV de Castille, le 25 avril 1295, sa veuve, María de Molina, fait proclamer roi leur fils Ferdinand IV. Cette décision est critiquée car la reine était cousine du roi Sanche à un degré prohibé : leur fils est donc présenté comme bâtard par ses cousins Jean de Castille (es), soutenu parle roi Denis de Portugal, et Alphonse de la Cerda qui revendiquent le trône. Henri le Sénateur accepte de soutenir la cause du jeune Ferdinand IV, âgé de 8 ans, à condition d'obtenir la régence pour lui-même : ce titre lui est reconnu lors des Cortes de Valladolid, en juillet-août 1295, où les députés des villes et provinces font allégeance à Ferdinand IV, la reine María conservant le soin de l'éducation du jeune roi,.
Cependant, Mohammed II al-Faqih, émir de Grenade, qui avait signé un traité d'alliance avec le roi Sanche, profite des difficultés qui suivent sa mort pour reprendre Tarifa et étendre ses possessions en Andalousie. Le diocèse de Jaén ne peut envoyer de députés aux Cortes car ses hommes sont mobilisés contre les incursions des Maures de Grenade,. Henri le Sénateur, envoyé pour commander l'armée contre les Maures, est battu et conclut une paix peu glorieuse en abandonnant Tarifa. La reine María proteste contre ce traité et fait retirer la régence à Henri pour se l'attribuer elle-même,.
La Crónica de Fernando IV revient fréquemment sur les intrigues et révoltes d'Henri en le présentant comme le « mauvais ange » opposé à la noble et énergique María de Molina.
La reine María cherche à consolider son pouvoir en demandant au pape de reconnaître, à titre posthume, la légitimité de son mariage avec le roi Sanche. En septembre 1297, elle rencontre le roi Denis de Portugal et le convainc d'abandonner son soutien aux féodaux castillans rebelles. En échange, elle signe avec lui le traité d'Alcañices qui fixe les frontières de la Castille et du Portugal et conclut des fiançailles conjointes entre leurs enfants : Constance, fille de Denis, avec Ferdinand IV, et l'infant Alphonse, héritier de Denis, avec Béatrice de Castille.
En 1298, Henri le Sénateur négocie avec les Grenadins, à qui il propose de vendre Tarifa, et avec l'infant Jean de Castille à qui il veut faire reconnaître la possession viagère du royaume de Galice. Ces projets sont rejetés par la reine Maria. Cependant, la Castille doit conclure une paix désavantageuse avec l'Aragon en lui cédant une partie de la Murcie.
En 1299, Henri épouse Jeanne Núñez de Lara (es) (1285-1351), de l’importante famille de Lara. Ce mariage reste sans descendance. Après sa mort, Jeanne se remariera avec l'infant Fernando de la Cerda (1275-1322) (es), de la branche des infants de la Cerda, dont elle aura plusieurs enfants.
En 1300, la reine María, alliée à Diego López V de Haro, seigneur de Biscaye, et aux infants Henri et Jean, assiège le bourg d'Almazán près de Soria. Cependant, Henri convainc ses alliés de lever le siège.
En juillet 1302, aux Cortes de Burgos (es), la reine María, réconciliée avec son fils Ferdinand IV après une période de brouille, obtient le soutien d'Henri le Sénateur et de Diego López de Haro, contre les revendications de Jean de Castille et de son allié Juan Núñez de Lara (es).

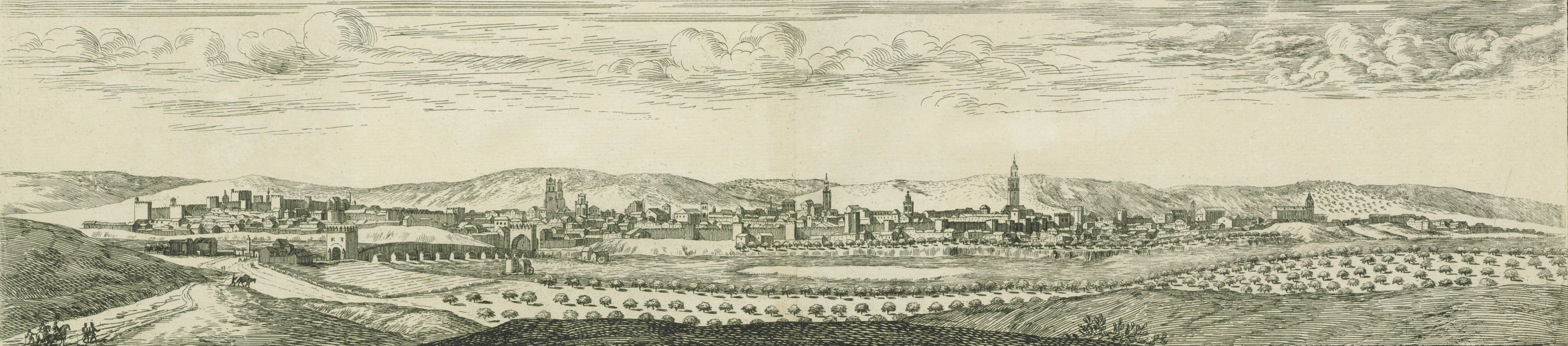
Vue d'Écija au XVIIe siècle.

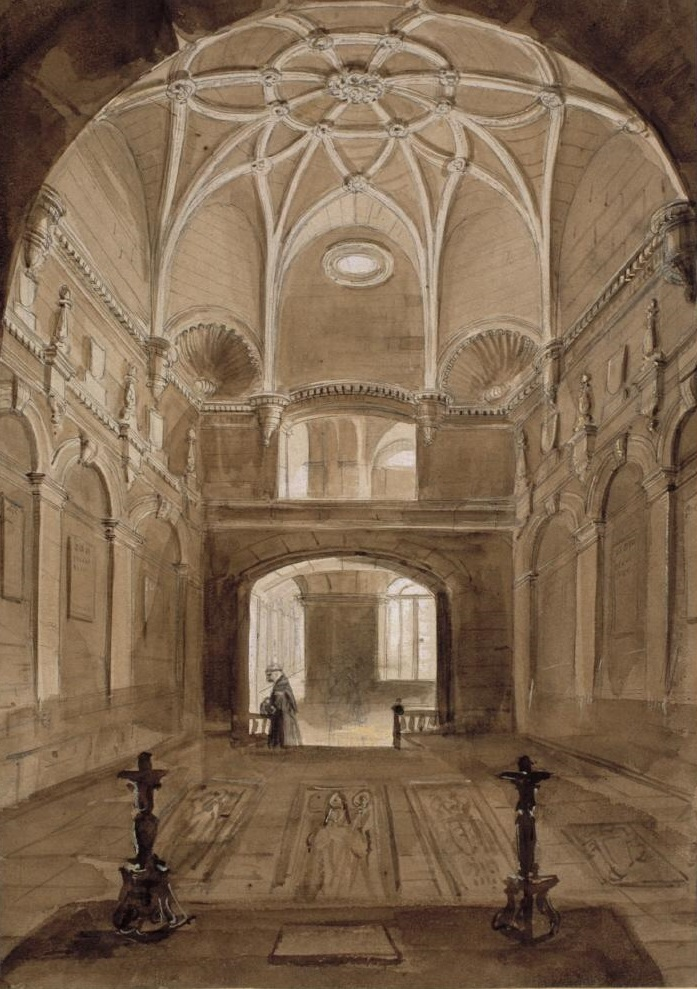
Chapelle du couvent Saint-François de Valladolid, gravure de Valentín Carderera antérieure à sa démolition en 1836.

En 1303, Henri de Castille participe à une réunion, tenue à Roa, entre la reine María et deux des principaux féodaux castillans, Diego de Haro et l'infant Don Juan Manuel. Ils conspirent pour renverser Ferdinand IV et le remplacer par son frère Pierre (1290-1319) (es) en Castille et par Alphonse de la Cerda en León. Ferdinand IV convainc sa mère de se séparer des féodaux rebelles, soutenus par le roi Jacques II d'Aragon.
Henri le Sénateur tombe alors gravement malade à Roa. Son confesseur, un franciscain, le convainc de léguer tous ses biens à la couronne. La reine María avait fait envoyer des troupes pour occuper les châteaux d'Henri avant sa mort mais cette précaution s'avère finalement inutile.. Il meurt le 11 août 1303 (selon d'autres sources, le 8).
Après sa mort, le roi Ferdinand IV donne la plus grande partie de ses terres et l'adelantado mayor d'Andalousie à Jean Núñez de Lara, frère de sa veuve, et la ville d'Écija, possession du défunt, à la reine María de Molina. Il est dit que la mort du prince Henri, « ambitieux, énergique et intransigeant », causa peu de chagrin à quiconque. Ses parents et serviteurs commencent à emporter ses biens avant même qu'il ne soit mort, peu de ses vassaux viennent à son enterrement et la seule personne à honorer sa mémoire est la reine María de Molina. Conformément à son testament, Henri est enterré au couvent Saint-François de Valladolid.

### Sources et bibliographie
- (es) Cet article est partiellement ou en totalité issu de l’article de Wikipédia en espagnol intitulé « Enrique de Castilla el Senador » (voir la liste des auteurs) dans sa version du 26 septembre 2017.
- Jean-Claude Maire Vigueur, L'autre Rome : Une histoire des Romains à l'époque communale (XIIe – XIVe siècles), Paris, Tallandier, 2010, 559 p. (ISBN 978-2-84734-719-7).
- (it) Norbert Kamp, « Enrico di Castiglia (Henricus de Castella, Henricus de Hispania, Arrigo di Castiglia, Anrricus, Don Enrrique », dans Dizionario Biografico degli Italiani, vol. 42, Rome, Istituto dell'Enciclopedia Italiana, 1993.
- (es) Antonio Benavides, Memorias de Don Fernando IV de Castilla, vol. I, Madrid, Imprenta de Don José Rodríguez, 1860, 1re éd. (OCLC 971699721, lire en ligne).
- (en) M. M. Busk, The History of Spain and Portugal from B.C. 1000 to A.D. 1814, London, Baldwin and Cradock, 1833 (lire en ligne).
- (es) César González Mínguez, Fernando IV (1295-1312) : Volumen IV de la Colección Corona de España: Serie Reyes de Castilla y León (1ª edición), Diputación Provincial de Palencia y Editorial La Olmeda S. L., 1995.
- (es) Juan de Mata Carriazo et Manuel González Jiménez, En la frontera de Granada, Universitad de Granada, 2011 (lire en ligne).